# Рабан, Луи-Франсуа
Луи-Франсуа Рабан, известный под псевдонимом «Граф де Барэнс» (фр. Louis-François Raban; 14 декабря 1795, Данвиль, Нормандия — 27 марта 1870, Париж) — французский писатель
, эссеист, памфлетист и публицист.

## Биография
Учился в Политехнической школе Парижа. В 1814 году участвовал артиллеристом в защите Парижа. После взятия столицы последовал за Наполеоном в Фонтенбло и был уволен вместе с большой частью Луарской армии. На всю жизнь сохранил преданность императору. Посвятил Наполеону биографию (1852).
Автор публицистических брошюр и фривольных романов в духе Поля де Кока, некоторые из них навлекли на него судебные преследования. Опубликовал значительное количество романов, несколько политических памфлетов и исторических сборников.
Кроме того, писал также педагогические книги.
Из его романов (около 50) наиболее известны: «Robert Macaire», «L’Auberge des Adrets», «Valet du Diable», «Curé de Village».
Умер в крайней нищете.

## Избранные произведения
Романы

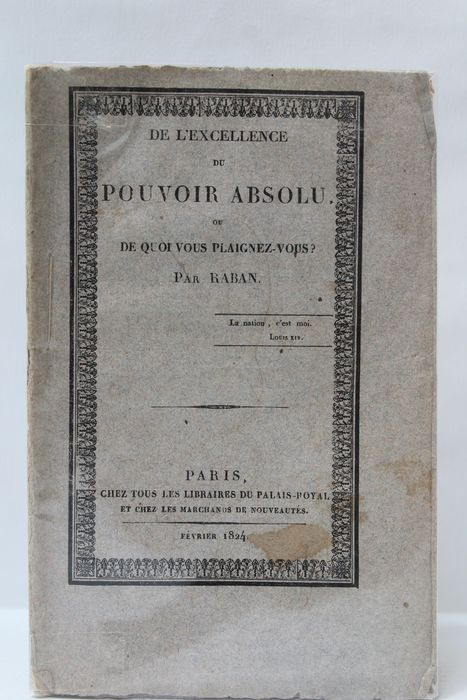
Луи-Франсуа Рабан. «De L’Excellence du Pouvoir Absolu, ou De Quoi Vous» 1824 г.

- Le Curé capitaine, ou les Folies françaises, 2 т. , 1819 ;
- Les Deux Eugène, ou Dix-Sept pères pour un enfant, etc., 1819;
- L’Époux parisien, ou le Bonhomme, 1820, 3 т. ;
- Alexis, ou les Deux frères, 1820, 2 т. ;
- Les cuisinières, macédoine, 1823, 2 т. ;
- Mon cousin Mathieu, 1824, 2 т. ;
- Ce roman fut saisi, avec le Curé-Capitaine, par la police, 1825
- Le Normand gentilhomme, 1829, 4 т. ;
- La Jeune fille qui mangeait de l’herbe, 2009, (ISBN 978-2-917442-09-8).

Памфлеты
- Discussion sur le droit d’aînesse entre cadet Vilain et Vilain l’aîné, 1816;
- Oraison funèbre de l’infortuné droit d’aînesse, 1826;
- Les Ministres en robe de chambre, 1826;
- Le Nain bleu, 1826 ;
- Le Nain rouge, 1826;
- Histoire d’une paire de ciseaux, suivie d’une petite Biographie des censeurs, 1832.

Исторические сборники
- Petite Biographie des Députés, 1826;
- Petite Biographie des Pairs, 1826 ;
- Petite Biographie des rois de France, 1826;
- Petite Biographie militaire, 1826 ;
- Galerie des Enfants célèbres, 1836, 2 т.